# 相内美生
相内 美生（あいうち みお）は、東京都出身の脚本家。日本脚本家連盟会員。

## 参加作品

### 連続ドラマ
- L×I×V×E（1999年、TBS）
- QUIZ（2000年、TBS）
- 真夏のメリークリスマス（2000年、TBS）
- 氷点2001（2001年、テレビ朝日）
- はみだし刑事情熱系（2000-2001年、テレビ朝日）
- だめんず・うぉ〜か〜（2002年、日本テレビ）
- ぼくが地球を救う（2002年、TBS）
- 恋は戦い!（2003年、テレビ朝日）
- 警視庁鑑識班2004（2004年、日本テレビ）
- 斉藤さん（2008年、日本テレビ）
- 斉藤さん2（2013年、日本テレビ）
- セーラー服と宇宙人（エイリアン）〜地球に残った最後の11人〜（2014年、日本テレビ）
- Dr.倫太郎 第3話　第6話　第8話（2015年、日本テレビ）

### 単発ドラマ
- 悪いオンナ 〜地獄へのカクテル〜（1999年、TBS）
- ルーズそっくす刑事（2000年、TBS）
- 千晶、もう一度笑って（2000年、TBS）
- 私だってキレるわよ! 〜噂の女〜（2000年、TBS）
- 少年は鳥になった（2001年、TBS）
- 恋する日曜日「色彩都市」（2003年、BS-i）
- 恋のから騒ぎドラマスペシャル（2004-2009年、日本テレビ）
- 小悪魔な女になる方法（2005年、関西テレビ）
- GIRLFRIENDS（2007年、フジテレビ721）
- ツジツマ 〜マゼンタに気をつけろ〜（2008年、テレビ朝日）
- AKBラブナイト 恋工場 第7話「心中」（2016年5月11日、テレビ朝日）

### アニメ
- ドラえもん（第2期）（2008年-、テレビ朝日）
- スティッチ! 〜いたずらエイリアンの大冒険〜（2010年、テレビ朝日）
- スティッチ! 〜ずっと最高のトモダチ〜（シリーズ構成・2010年、テレビ朝日）
- デジモンクロスウォーズ 〜時を駆ける少年ハンターたち〜（2012年、テレビ朝日）
- スティッチ!スペシャル　スティッチと砂の惑星（2012年、ディズニー・チャンネル）
- NINJAハットリくんリターンズ（2012年 - 2016年、脚本）
- インド版 忍者ハットリくん（第2期）（2014年、脚本）
- クレヨンしんちゃん（2015年、脚本、テレビ朝日）
- スティッチ!パーフェクト・メモリー（2015年、ディズニー・チャンネル）
- 王室教師ハイネ（2017年、脚本）